# Vale de Alfonsinho
Vale de Alfonsinho is een plaats (freguesia) in de Portugese gemeente Figueira de Castelo Rodrigo en telt 122 inwoners (2001).